# El flautista d'Hamelín
El flautista d'Hamelín és un conte popular alemany, recollit, entre d'altres, pels germans Grimm o en Els llibres de les fades. La història ha estat àmpliament versionada en la literatura posterior i en altres gèneres.

## Argument
La ciutat d'Hamelín estava assetjada per una plaga de rates i els seus habitants ho havien provat tot per desfer-se'n sense èxit. Aleshores van cridar un músic amb una flauta màgica, que va tocar i les rates, hipnotitzades, el van seguir fins al riu, on es van ofegar totes. Els ciutadans, però, no van pagar al flautista el que havien acordat, de manera que ell va tocar una altra cançó, aquest cop per emportar-se tots els nens de la ciutat per hipnosi (menys un que era sord i va explicar als pares el que havia passat).
Les versions dissenteixen quant al final: uns contes afirmen que els ciutadans, penedits, van pagar el deute i els nens van tornar a casa seva, mentre que d'altres sostenen que els nens es van ofegar igual que les rates. Probablement, el final positiu va ser afegit posteriorment.

## Anàlisi
A l'església d'Hamelín hi ha una vidriera que mostra un ésser vestit de colors envoltat de nens i una entrada a les cròniques de 1384 afirma que «fa deu anys des de la partida dels nens», fet que demostra que la història té un origen real. Els estudiosos no es posen d'acord, però, sobre el fet històric que va donar lloc al conte: alguns parlen d'un pedòfil, d'altres creuen que el flautista és un símbol de la mort (i que hi hauria hagut alguna epidèmia o desastre natural, potser una inundació que explicaria la presència del riu) i, per acabar, d'altres afirmen que la sortida va ser voluntària, potser en el marc de la croada dels nens o de la propaganda per fundar noves ciutats (el flautista seria aleshores el líder que hipnotitza metafòricament i els convenç).
El conte va adquirir tots els trets propis de les històries meravelloses, amb la presència de la màgia i d'animals, així com la moralitat que justifica el final: els nens marxen com a càstig per no complir una promesa i per ser desagraïts, un fet comú en aquests contes. El flautista simbolitzaria l'art i el poder de l'altre món, capaç de vèncer el mal (les rates, portadores de la pesta).

## Unes edicions catalanes destacades
- Figueras, Jaume (il·lustrador); Hernandez Ripoll, J.M «El flautista d'Hamelín» (vídeo) (en català, àrab). una mà de contes. TV3.
- Rats, versió teatral amb rates més emancipades que en l'original per la companyia Campi Qui Pugui, Premi Drac d'Or 2015 al millor espectacle de carrer.
- Galí Sanarau, Mercè (il·l.). El flautista d'Hamelín.  Cruïlla, p. 40. ISBN 9788466127134.
- Bayés, Pilarín (il·l.). El flautista d'Hamelín.  Estrella Polar.